# Montevideo (Minnesota)
Montevideo egy város az USA-ban, Minnesota államban. A Chippewa megye központja. Lakosainak száma 5398 fő (2020. április 1.).

## Népesség
A település népességének változása:
| Lakosok száma | 862  | 5845 | 5383 | 5398 |
|               | 1880 | 1980 | 2010 | 2020 |